# Pamela Lyndon Travers
Pamela Lyndon Travers, eredeti neve: Helen Lyndon Goff, nevének népszerű rövidítése: P. L. Travers (Maryborough, Queensland, 1899. augusztus 9. – London, Anglia, 1996. április 23.) ausztrál írónő, a Mary Poppins-könyvek szerzője.

## Könyvei

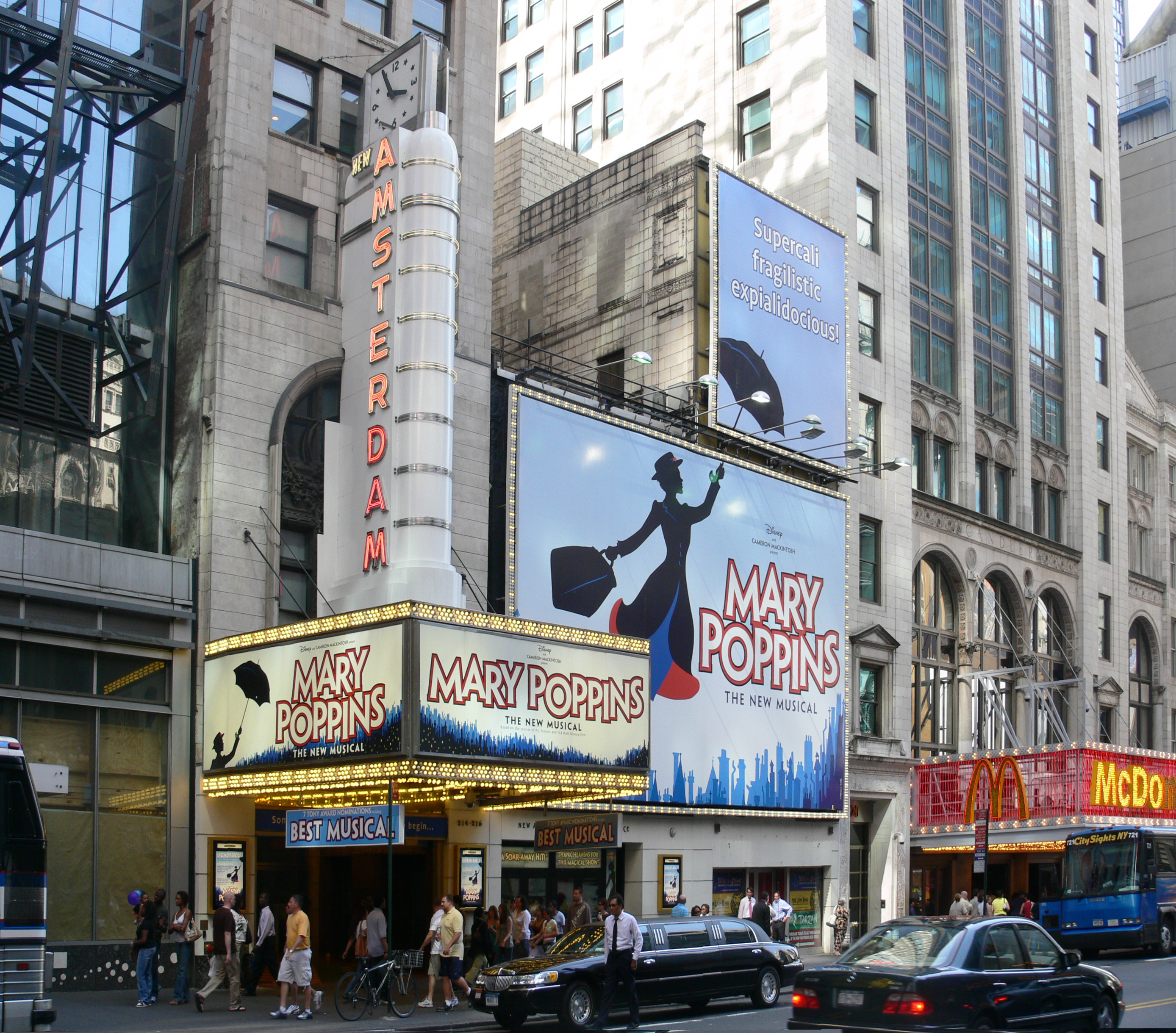
A 2006-os New York-i musical-előadás portálja

Az első Mary Poppins-könyv 1934-ben jelent meg Mary Shepard illusztrációival. A regény főhőse a varázslatos Mary Poppins, aki nevelőnőnek áll be a Banks családhoz Londonban, a Cseresznyefa utcában. Mary Poppins a szél hátán érkezik, és majd akkor távozik, ha a szél megfordul. Banksék gyerekei Jane, Michael és a kicsi ikrek, John és Barbara. Mary Poppins átveszi a teljes irányítást a Banks-gyerekek felett. Varázslatos képességeit soha nem ismeri el, sőt, ha szóba kerül egy-egy furcsa kalandjuk, sértődést színlel.
A könyv óriási sikert ért el és hét folytatás követte. Számos nyelvre lefordították.
1964-ben zenés játékfilm készült belőle Julie Andrews címszereplésével.
1983-ban orosz televíziós musicalt készítettek belőle.
2004-ben a történetet színpadra vitték. Először a londoni Edward Herceg színházban mutatták be, majd 2006-ban a New York-i Brodway-n is.
2013-ban Banks úr megmentése címmel játékfilm készült a Mary Poppins megfilmesítésének történetéről, amelyben az írónőt Emma Thompson alakítja.
A teljes Csudálatos Mary – a hangos könyvek egyik előzményeként – folytatásokban elhangzott a Magyar Rádióban Gábor Miklós hangján az 1970-es években.
- Mary Poppins (1934)
- Mary Poppins visszatér (1935)
- I Go By Sea, I Go By Land (1941)
- Mary Poppins Opens the Door (1943)
- Mary Poppins a parkban (1952)
- Gingerbread Shop (1952)
- Mr. Wigg's Birthday Party (1952)
- The Magic Compass (1953)
- Mary Poppins A-tól Z-ig (1962)
- Friend Monkey (1971)
- Mary Poppins a konyhában (1975)
- Mary Poppins in Cherry Tree Lane (1982)
- Mary Poppins and the House Next Door (1988)

## Magyarul
- A csudálatos Mary; ford. Benedek Marcell, ill. Mary Shepard; Dante, Bp., 1936
- Csudálatos Mary visszatér; ford. Wiesner Juliska; Dante, Bp., 1937
- A csudálatos Mary visszatér; ford. Borbás Mária, versford. Székely Magda, ill. Mary Shepard; Móra, Bp., 1973
- A csudálatos Mary kinyitja az ajtót; ford. Borbás Mária, versford. Székely Magda, ill. Mary Shepard; Móra, Bp., 1977
- Mary Poppins a parkban; ford. Borbás Mária, versford. Kiss Zsuzsa, ill. Mary Shepard; Magyar Könyvklub, Bp., 1994
- Mary Poppins a Cseresznyefa utcában; ford. Borbás Mária, versford. N. Kiss Zsuzsa, ill. Mary Shepard; Magyar Könyvklub, Bp., 1996
- Mary Poppins, a konyhatündér. Mesekönyv receptekkel; ford. Borbás Mária, ill. Mary Shepard; Ciceró, Bp., 2008 (Klasszikusok fiataloknak)
- Mary Poppins; ford. Varró Zsuzsa, ill. Mary Shepard; Ciceró, Bp., 2017 (Klasszikusok fiataloknak)